# Parasabella rugosa
Parasabella rugosa är en ringmaskart som först beskrevs av Moore 1904.  Parasabella rugosa ingår i släktet Parasabella och familjen Sabellidae. Inga underarter finns listade i Catalogue of Life.